# Episodi di Wingin' It (seconda stagione)
La seconda stagione della serie televisiva Wingin' It, composta da 28 episodi, venne trasmessa sul canale canadese Family Channel in due parti distinte, dal 28 gennaio 2011 al 29 luglio 2011 la stagione 2.1, dal 1º ottobre 2011 al 12 maggio 2012 la stagione 2.2.
In Italia viene trasmessa in prima visione sul canale Disney Channel dal 29 settembre 2011 al 14 settembre 2012.
| nº | Titolo originale                              | Titolo italiano                  | Prima TV Canada  | Prima TV Italia   |
| -- | --------------------------------------------- | -------------------------------- | ---------------- | ----------------- |
| 1  | Under Her Spell                               | Denise                           | 28 gennaio 2011  | 29 settembre 2011 |
| 2  | Me Carl, You Jane-is                          | Jane la zombie                   | 5 febbraio 2011  | 30 settembre 2011 |
| 3  | Bully Elliot                                  | Bullo Elliot                     | 12 febbraio 2011 | 11 ottobre 2011   |
| 4  | Montclaire on the Air                         | Radio Bennet                     | 12 febbraio 2011 | 7 ottobre 2011    |
| 5  | Err a Parent                                  | I genitori di Porter             | 19 febbraio 2011 | 5 ottobre 2011    |
| 6  | Taking Care of Quiz-ness                      | Quizzomatics                     | 26 febbraio 2011 | 4 ottobre 2011    |
| 7  | To Serge with Love                            | Serge innamorato                 | 26 febbraio 2011 | 3 ottobre 2011    |
| 8  | All Lizards Go to Heaven (Part 1)             | La lucertola (parte 1)           | 14 marzo 2011    | 12 marzo 2012     |
| 9  | All Lizards Go to Heaven (Part 2)             | La lucertola (parte 2)''         | 14 marzo 2011    | 13 marzo 2012     |
| 10 | Best Before Date                              | Amici del cuore                  | 25 marzo 2011    | 6 ottobre 2011    |
| 11 | Reel Trouble                                  | Jane la cosmonauta               | 22 aprile 2011   | 12 ottobre 2011   |
| 12 | Carl+Alt+Delete                               | Intrappolato                     | 26 maggio 2011   | 10 ottobre 2011   |
| 13 | Magical Kiss-Tery Tour                        | L'incantesimo del bacio          | 29 luglio 2011   | 13 ottobre 2011   |
| 14 | Reality Bites                                 | Il reality (irreale)             | 1º ottobre 2011  | 19 marzo 2012     |
| 15 | Lucy in the Sky with Carl                     | Il bar degli angeli              | 8 ottobre 2011   | 10 settembre 2012 |
| 16 | Fright Club (aka Hold for Halloween)          | Il castello infestato            | 8 ottobre 2011   | 21 marzo 2012     |
| 17 | Hands Solo                                    | Alex, conte di Gorganzo          | 15 ottobre 2011  | 15 marzo 2012     |
| 18 | Without a Paddle                              | La racchetta magica              | 22 ottobre 2011  | 14 marzo 2012     |
| 19 | Alex in Slumberland                           | Il sogno di Alex                 | 29 ottobre 2011  | 20 marzo 2012     |
| 20 | I Carlie                                      | Appuntamento con sorpresa        | 5 novembre 2011  | 22 marzo 2012     |
| 21 | Friday Afternoon Fever                        | La febbre del venerdì pomeriggio | 12 novembre 2011 | 28 marzo 2012     |
| 22 | Don't Dimension It                            | Che bello annoiarsi              | 19 novembre 2011 | 11 settembre 2012 |
| 23 | Heaven Must Be Missing an Angel               | Colpo di fulmine per Porter      | 26 novembre 2011 | 26 marzo 2012     |
| 24 | I Kinda Always Knew I'd Be Your Lex-Boyfriend | Un rivale sleale                 | 4 gennaio 2012   | 29 marzo 2012     |
| 25 | Malone's Your Uncle                           | Il doppio Carl                   | 11 gennaio 2012  | 12 settembre 2012 |
| 26 | We'll Always Have Detention                   | Il club delle detenzioni         | 18 gennaio 2012  | 13 settembre 2012 |
| 27 | Greener-Man vs Polluter                       | Grandecoman                      | 21 aprile 2012   | 27 marzo 2012     |
| 28 | At Home By Myself... With Carl                | Il segreto                       | 12 maggio 2012   | 14 settembre 2012 |

## Denise
- Titolo originale: Under Her Spell
- Scritto da: Frank Van Keeken
- Diretto da: Shawn Alex Thompson

### Trama
Un nuovo anno scolastico è iniziato. Carl è più che innamorato di Jane, ma non riesce a chiederle di uscire, si sente troppo impacciato. Intanto, il Dr. Cassabi ricorda a Dennis che è l'anniversario della sua trasformazione in pupazzo. Era infatti una "ragazza angelo" tirocinante del 1400, che, stanca di uno stupido spettacolo di burattini, si trasformò nel procione dello show con una magia complicata molto difficile da annullare.
Jane non comprende i comportamenti di Carl, davanti a lei sempre impacciato, così chiede consiglio al Porter. Lui allora ne parla con Carl, che chiede di scambiare i corpi, visto che Porter, l'angelo, ha più dimestichezza con le ragazze. Proprio durante l'incantesimo, Dennis passa davanti, così la magia ha effetto su lui e Carl. Dopo diversi scambi e vari tentativi, tutto torna come prima, tranne per il fatto che Dennis salta in aria, al suo posto appare Denise.

## Jane la zombie
- Titolo originale: Me Carl, You Jane-is
- Scritto da: Brian Hartigan
- Diretto da: Mitchell Ness

### Trama
Jane desidera partecipare ad una conferenza sul giornalismo, ma per lei è prevista un'interrogazione di storia. Per impressionarla, Denis si offre per sostituirla, per cui, per l'interrogazione crea un duplicato zombie di Jane. Ma il sostituto è molto stupido, incapace di fare frasi complete, così prende un brutto voto. Dopo aver annullato la magia, Denise se ne va in un'aula. Porter la raggiunge e le chiede come mai si comportava così: "non avevo nessun amico", gli risponde. Porter allora si offre come amico, così entrambi aiutano sia la vera Jane che Carl nella loro seconda possibilità nell'interrogazione di storia con trucchi ed effetti speciali.

## Bullo Elliot
- Titolo originale: Bully Elliot
- Scritto da: Shawn Thompson
- Diretto da: Chloe van Keeken

### Trama
La squadra femminile di calcio della Bennet si reca in trasferta, e con essa, anche il coach. Per la squadra maschile di badminton, l'allenatore è temporaneamente Elliot, un ragazzo borioso vincitore del campionato regionale. È un allenatore, duro e ingiusto, soprattutto con Carl. Ma grazie alla magia di Porter, Carl induce nell'allenatore delle allucinazioni, per cui sembra che stia minacciando la classe. Così il preside Malone è costretto a licenziare Elliot. Contemporaneamente, Jane vuole entrare nel club degli amici-nemici, un gruppo di ragazzi che si fingono amici, ma che poi ti pugnalano alle spalle, per realizzare un articolo-denuncia e far chiudere il club. Dopo aver superato prove assurde ed essere stata lei stessa vittima, Jane riesce nel suo intento.

## Radio Bennet
- Titolo originale: Montclaire on the Air
- Diretto da: Steve Wright
- Scritto da: Scott Oleszkowicz

### Trama
Carl non si sente ascoltato da nessuno. Decide allora, aiutato da Alex, di fare il DJ per la radio della scuola. Presto diventa un successo, tanto da meritarsi l'appellativo "Montclaire è in onda" . Carl fa scherzi e battute, anche sul preside, che blocca subito le trasmissioni. Allora Carl, grazie ad un microfono magico di Porter, trasmette clandestinamente. Nonostante diversi interogatori andati a vuoto, Malone, durante la trasmissione, sente un rumore metallico, comprendendo che il Carl trasmette dal locale caldaie. Il preside, vuole fare un compromesso con Carl: lo lascia trasmettere a patto che informi gli studenti quali regole devono rispettare a scuola. Ma la Bennet, con queste regole, si trasforma in una "scuola zombie", con ragazzi rigorosi e noiosi. Questo convince Carl a chiudere definitivamente le trasmissioni con l'avviso finale agli studenti di non essere "rigidi". Ma,ormai, nessuno lo ascolta più. Contemporaneamente, Brittany organizza un gruppo musicale con Denise e Jane. Ma dopo le stonature di Brittany, e con inevitabili brutte figure, lasciano la band. Porter, manager del gruppo, convince Jane e Denise a scusarsi, anche se hanno ragione. Ora la band è riunita come prima, con qualche aiuto alla voce di Brittany grazie alla magia di Denise.

## I genitori di Porter
- Titolo originale: Err a Parent
- Scritto da: Mitchell Ness
- Diretto da: Ramona Barckert
- Guest star: Arnold Pinnock (Artie Jackson)

### Trama
Porter falsifica la firma di suo padre per ottenere il permesso di andare in gita. Il preside comprende, che, se il Sig. Jackson ha potuto firmare, allora deve essere in città. Così chiede a Porter di conoscerlo telefonicamente. A rispondere è Carl, ma sua madre, mentre sta cercandi di ordinare una pizza, ascolta la telefonata da un secondo telefono. Denise così coglie l'occasione e impersona Artie Jackson. Il suo piano consiste nel far trasferire Porter, in modo che lei possa diventare l'unica protetta del Dr. Cassabi. Porter, allora, si trasforma nella sig.ra Jackson riuscendo a rallentare la firma dei documenti per il trasferimento, fino a quando la magia di Denise perde effetto, obbligando così Artie-Denise a rinunciare al trasferimento. Intanto, Brittany ingaggia Jane e altri come partecipanti al concorso per lo spot in un nuovo gusto di una marca di succhi. Inizialmente si comporta da diva egocentrica, ma poi comprende dove ha sbagliato, grazie anche a Jane, la regista. Così le riprese del filmino vengono completate.

## Quizzomatics
- Titolo originale: Taking Care of Quiz-ness
- Scritto da: Shawn Alex Thompson
- Diretto da: Roger Fredericks

### Trama
Alex, Brittany, Carl, Jane e Serge vengono scelti per partecipare al "Quizzomatics", un quiz fra licei. Carl e Serge vanno in perlustrazione dagli avversari, alla Terrendale High; purtroppo, suona l'allarme così Porter, accorso in aiuto, li smaterializza e porta in salvo. Porter viene chiamato dal tribunale angelico poiché ha usato sconsideratamente la sua magia.Verrà assolto solo se la squadra di Carl vincerà il quiz. Nel frattempo, gli avversari propinano una sostanza tossica ad Alex, che gli causa una reazione allergica, per cui è costretto ad abbandonare la gara. La domanda vincente viene posta proprio al suo sostituto, Carl, che riesce, pensando a Porter, a vincere, sia la sua paura, che anche il quiz.

## Serge innamorato
- Titolo originale: To Serge with Love
- Scritto da: Graeme Campbell
- Diretto da: Barbara Haynes
- Guest star: Kristina Virro (Bianca)

### Trama
Serge s'innamora di una nuova arrivata straniera, Bianca. Nella scuola nessuno comprende la sua lingua, il Bajikistano, ma Porter insegna a Carl la lingua, grazie alla magia. Intanto l'angelo, insieme a Denise e Cassabi si recano al test di ricaliberazione della magia. Durante il test, Porter e Denise fanno una scommessa: chi perderà dovrà lasciare all'altro il posto di angelo tirocinante supervisionato da Cassabi, ricalibratosi al primo test. La straniera mostra interesse per Carl, così Serge si deprime. Allora Montclaire, aiutato da Brittany, Jane e Alex, trasforma Serge in un gentiluomo. La ragazza comprende che fra Carl e lei non ci può essere storia, così Serge ha la sua ambita chance. Nel frattempo, Porter vince la sfida, ma rinuncia alla scommessa pur di aiutare Denise.

## La lucertola (parte 1)
- Titolo originale: All Lizards Go to Heaven (Part 1)
- Scritto da: Shawn Alex Thompson
- Diretto da: Chloe van Keeken

### Trama
Porter resuscita la lucertola di Becky, schiacciata da Carl nel corso di una serata passata ai videogiochi. L'agente 45 dell'ABI viene allertato dalla potente magia di resuscitazione, illegale. Indaga quindi nella zona in cui vive il sospettato facendo domande ai suoi amici. Carl, per discolparlo, riferisce che in realtà, nelle vicinanze, vi era un altro angelo tirocinante, Denise, che viene immediatamente arrestata. Porter confessa così la sua colpa, mettendo in pericolo la sua carriera di AT. Il tribunale, pertanto, chiama a testimoniare Carl.

## La lucertola (parte 2)
- Titolo originale: All Lizards Go to Heaven (Part 2)
- Scritto da: Shawn Alex Thompson
- Diretto da: Frank Van Keeken
- Guest star: Zach Everett[3], (uno degli AT)

### Trama
Carl non riesce a essere convincente, così Porter viene espulso. Carl ritorna sulla Terra e chiede aiuto a Denise per tornare su nel cielo e salvare Porter. Denis convince Carl a fare una serie di azioni umilianti, ma poi lo vuole aiutare e chiede aiuto ad altri AT, colpevoli di incantesimo illegale. Riusciranno quindi a scagionare Porter che ritornerà sulla terra continuando ad essere assegnato a Carl.

## Amici del cuore
- Titolo originale: Best Before Date
- Scritto da: Graeme Campbell
- Diretto da: Scott Oleszkowicz

### Trama
Jane organizza l'annuale asta degli appuntamenti per beneficenza. Carl spera che Jane lo "compri", ma nel tentativo di alzare le offerte, lei si aggiudica Porter per $200 e Brittany si aggiudica Carl per $10. Il premio di partecipazione è un biglietto per un concerto. Porter dà a Carl e Brittany i pass per il backstage, in modo da far ingelosire Jane. La diva della Bennet stona davanti alla rockstar, così Carl cerca di consolarla. Porter intanto rivela a Jane i sentimenti del cugino, ma, quando va da lui, lo vede baciarsi con Brittany, che il giorno dopo ufficializza il fidanzamento. Così Carl rompe con lei e Jane riconquista l'amicizia di Carl. 

## Jane la cosmonauta
- Titolo originale: Reel Trouble
- Scritto da: Graeme Campbell
- Diretto da: Brian Hartigan
- Guest star: Jamie Johnston (Bruce)

### Trama
Jane vince alla radio una proiezione in esclusiva a scuola del film "Claire la cosmonauta",   commissionando a Carl la verifica della qualità del DVD. Durante la prova, il filmato s'inceppa, così Porter fa una magia, grazie alla quale il disco riprende la normale riproduzione, ma Bruce, il pirata spaziale esce dallo schermo. Ha subito successo a scuola, poiché lo credono un animatore incluso nella vincita radiofonica. Per rimediare, Carl lo attira in palestra, così Porter lo rimanda nel film, ma, per errore, ci finisce anche Jane, che crede di essere Claire. Allora l'angelo spedisce il cugino nel film, con uno speciale incantesimo, in modo che non dimentichi la sua vera identità. Una volta dentro, Jane e Carl devono tornare alla scena del portale, poiché entrambi sono entrati da lì. Bruce, però, si rivela un traditore. Carl lo sconfigge e meritandosi il bacio di Jane. Purtroppo, usciti dal film, Jane non si ricorda nulla. Contemporaneamente, Denise e il Dr. Cassabi si recano ad un concerto di Beethoven. Essendosi dimenticata i biglietti, Denise ne prende altri due, ma con una pessima visuale. Allora, porta con sé Cassabi sul palco e canta una versione rimodernata dell'Inno alla gioia. Il concerto è un successo.

## Intrappolato
- Titolo originale: Carl+Alt+Delete
- Scritto da: Graeme Campbell
- Diretto da: Ramona Barckert
- Guest star: Eric Peterson (Charles Dickens), Brandon Craggs (Ty)

### Trama
Carl rovescia dell'acqua sul PC di Jane. Porter fa una magia per aggiustarlo ma per sbaglio manda Carl dentro nel PC, ed in giro per la rete, finendo per fortuna nel computer del Dr. Cassabi, che insieme a Denise e Porter lo tira fuori. Carl confessa all'angelo che tra i vari giri nella rete, era anche capitato nel PC del nuovo studente, Ty, uno studente po' sbruffone e saccente. In esso aveva trovato le risposte dell'esame di biologia. Per fortuna l'esame viene annullato, poiché il furto venne scoperto. Ogni armadietto viene ispezionato, e, in quello di Carl vengono trovate le prove, messe lì da Ty. Allora Porter manda Carl nella rete. Le prove vengono spedite al preside che in questo modo punisce Ty. Questi si scopre essere una talpa mandata dal Consiglio scolastico per innalzare la media dei voti della Bennett. Contemporaneamente, Denise aiuta Serge e Brittany nell'interpretazione di una scena di Oliver Twist. Dopo aver constatato che sono due frane nel comprendere tali parole profonde, e il tentativo fallito di far raccontare la storia dallo stesso Charles Dickens, Denise fa sognare ai due la vicenda che devono interpretare in chiave moderna. La rappresentazione è un successo.

## L'incantesimo del bacio
- Titolo originale: Magical Kiss-Tery Tour
- Scritto da: Scott Oleszkowicz
- Diretto da: Mitchell Ness

### Trama
Porter, sotto l'influenza di Denise, sottopone Carl all'incantesimo del bacio, incantensimo che permette a chi l'ha ricevuto, di trovare il coraggio per baciare una persona, a patto che sia la prima che vede. Questi va da Jane, ma bacia Melissa: Porter si era dimenticato che non si può baciare una persona che si ha già baciato; Carl e Jane si erano già baciati l'anno prima, nella recita, perciò l'incantesimo non riesce. La ragazza è sotto incantesimo, ha effetto e quindi viene trasmesso di persona in persona, fino ad arrivare ad Alex che lo trasmette alla stessa Jane. Porter allora si offre di baciarla, in modo che poi vada da un angelo che gli piace e a cui piace, per bloccare l'incantesimo: infatti, non appena due persone che si piacciono si baciano, appaiono dei fuochi d'artificio, segno che quello è amore vero. Purtroppo quando la bacia, inaspettatamente appaiono i fuochi artificiali. Infatti Jane è innamorata dell'angelo, ma non si dichiara, poiché Carl lo aveva appena fatto a lei. Denise raggiunge Carl per consolarlo ed egli la bacia, sapendo che non aveva mai baciato nessuno e lei vede i fuochi d'artificio. Intanto, il Dr. Cassabi cerca di convincere Brittany a non pretendere di avere un posto fisso a pranzo. Lei si vendica togliendo la sua sedia dalla sala professori, ottenendo così il ripristino della situazione.

## Il reality (irreale)
- Titolo originale: Reality Bites
- Scritto da: Roger Fredericks
- Diretto da: Don McCutcheon

### Trama
Carl partecipa all'ultima ambizione di Brittany: condurre un notiziario, in veste di annunciatrice delle previsioni del tempo. Un grande conduttore televisivo li vede litigare e decide di creare un nuovo programma in cui Carl e Brittany sono fratelli e litigano sempre. Ma Carl non ce la fa più, così Porter lo aiuta a registrare un video in cui si chiedono scusa diventando amici e quindi il programma viene annullato. Jane e Denise, intanto, commenteranno gli episodi in un dopo-programma.

## Il bar degli angeli
- Titolo originale: Lucy in the Sky with Carl[4]
- Scritto da:
- Diretto da:

### Trama
Carl aiuta Porter a coprire il turno al bar degli angeli: si scopre che ha successo con i clienti, in particolare con un gruppo di angeli tirocinanti che stanno per sostenere un esame sul comportamento umano. Quando Lucy, uno degli AT, scopre che Carl è un essere umano, gli chiede di mostrargli la Terra. Lucy, però, trova noiosa la vita sulla Terra, perciò crea sia conflitti fra persone che altre malefatte, a cui rimediano Carl e Porter. Lucy è infastidita, perciò trasforma Carl in un fiore; questo la supplica di ritrasformarlo, e alla fine lo fa, ma durante il test sugli umani. La classe si spaventa, ma Porter spiega che è inoffensivo, al contrario di quanto detto dall'impreparato professore; Carl spiega agli alunni com'è veramente il mondo degli umani.

## Il castello infestato
- Titolo originale: Fright Club (aka Hold for Halloween)
- Scritto da: Graeme Campbell
- Diretto da: Roger Fredericks

### Trama
Finalmente è giunto il giorno di Halloween, e, nella scuola di Carl viene allestita una magnifica casa stregata grazie ad una magia di Porter. Insieme alla casa, però, si crea anche un mostro incontrollabile che intrappola nella scuola, Carl, Alex, Serge e Porter. Il Mostro sembra voler divorare tutti tranne Carl. Nonostante sia riluttante sull'esistenza del Mostro, Carl si spaventa ugualmente e la creatura scompare. Porter, infine, rivela che è stato tutto uno scherzo preparato con la magia. Intanto, Brittany organizza un pigiama party, a cui prende partecipazione anche Jane, ma solo per svolgere i compiti di lei; quando giunge il momento di raccontare delle storie dell'orrore, Denise aiuta Jane con effetti speciali, e la sua storia viene votata come la migliore.

## Alex, conte di Gorganzo
- Titolo originale: Hands Solo
- Scritto da: Frank Van Keeken
- Diretto da: Steve Wright

### Trama
Il padre di Alex comunica al figlio che potrebbe diventare il Conte di Gorganzo, un territorio situato al confine tra Spagna e Portogallo appartenente alla famiglia Rodriguez. Alex deve però duellare contro i Salazar, ma si rompe un braccio. Porter riesce a sostituirlo con Carl, che viene quindi preparato. Dopo l'iniziazione e l'allenamento, il vero duello si svolge in palestra: la Danza delle Mani e il vincitore è Carl. Intanto Serge e Jane si sfidano in un triathlon di materie scolastiche, poiché la ragazza aveva scritto un articolo contro il titolo di Studente Completo assegnato all'atleta. Inaspettatamente i due vincono nel campo prediletto dall'altro; la terza prova prevede il canto e i due riescono a cantare in perfetta armonia, vincendo entrambi la sfida.

## La racchetta magica
- Titolo originale: Without a Paddle
- Scritto da: Roger Fredericks
- Diretto da: David Warry-Smith

### Trama
Il preside Malone vuole vincere l'annuale sfida sportiva contro la Terrendale. Nel torneo di ping pong, Denise fornisce a Carl una racchetta magica che dilata il tempo; il gioco viene vinto dalla Bennet, ma una pallina colpisce Brittany sull'unghia. Quando si giunge alla ultima sfida, le due scuole sono in parità. Carl da così la racchetta a Brittany, che deve scrivere tramite un SMS i nomi di alcuni fisici. Porter convince Carl a farsi restituire la racchetta, ma questa viene infranta sul pavimento, velocizzando le azioni di Carl. I due angeli riescono a salvare Carl, così la Bennet vince la sfida. Alla fine Carl e Denise si fidanzano.

## Il sogno di Alex
- Titolo originale: Alex in Slumberland
- Scritto da: Greame Campbell
- Diretto da: Conor Casey e Lyndin Casey

### Trama
I genitori di Alex lasciano il figlio da Porter e Carl, ma questo non dorme, quindi l'angelo con una magia lo addormenta. Ma questo, al mattino non si sveglia, quindi Porter e Carl entrano nel sogno di Alex. Ma Porter scambia i Carl e ne porta nel mondo reale uno sbagliato. Denise intanto viene mollata all'appuntamento poiché Carl è intrappolato nel sogno. Denise e Carl lo gnomo riusciranno a trovare il vero Carl nella mente di Alex e si rivedranno in un altro appuntamento.

## Appuntamento con sorpresa
- Titolo originale: I Carlie
- Scritto da: Don McCutcheon
- Diretto da: Barbara Haynes
- Nota: Il titolo di questo episodio non è una parodia della serie televisiva ICarly.

### Trama
Nel loro primo appuntamento, Denise trasforma Carl in una ragazza, Carla, per fargli capire cosa vuol dire essere una ragazza, lui non le capisce. Carla si ritrova ad affrontare il mondo femminile... e Serge, innamoratosi della ragazza vuole portarla al ballo. Porter trasforma così Denise in Denny. Lì, Carla capisce i problemi delle ragazze e, dopo aver ballato con Denny, ridiventa Carl; l'incantesimo viene spezzato anche per Denise. Intanto, Jane va a lavorare da Mama's B e si ritrova come capo Alex, che la licenzia, dato che la ragazza non segue le stravaganti regole della pizzeria.

## La febbre del venerdì pomeriggio
- Titolo originale: Friday Afternoon Fever
- Scritto da: Mitchell Ness
- Diretto da: Brian Hartigan

### Trama
Porter aiuta Carl a fare la carità alla scuola con una gara di ballo, lanciandogli un incantesimo della danza non-stop, ma Carl non riesce a smettere di ballare, così Porter è costretto a chiedere aiuto ai piani di sopra. Porter torna alla Bennett High, e Jane crea un telethon per aiutare Carl a fare carità, per poi battere anche il record del mondo. Alla fine Porter trova la cura, ma Carl deve trovare la forza per continuare a ballare senza la magia.

## Che bello annoiarsi
- Titolo originale: Don't Dimension It
- Diretto da: Steve Wright
- Scritto da: Barbara Haynes

### Trama
Carl si lamenta con Porter e Denise dicendogli che si sta annoiando, così, Porter e Denise creano dei mondi magici all'interno dell'amardietto. Ma quando Carl e Porter escono fuori, entrano in un'altra dimensione. I ragazzi alla fine devono viaggiare nelle dimensioni per tornare a casa.

## Colpo di fulmine per Porter
- Titolo originale: Heaven Must Be Missing an Angel
- Scritto da: Don McCutheon
- Diretto da: Ramona Barckert

### Trama
Porter è innamorato di un angelo incontrata in paradiso: Jenjen; Carl lo incoraggia a uscire con lei. Ma Carl aiuta Porter, scrivendo una lettera d'amore, ma Jenjen crede che Carl è innamorato di lei, e fa arrabbiare Porter. Nel frattempo, Serge e Alex scoprono che sul tetto della scuola c'è una scatola di oggetti smarriti, così aprono un negozio per venderli, ma non vanno d'accordo.

## Un rivale sleale
- Titolo originale: I Kinda Always Knew I'd Be Your Lex-Boyfriend
- Scritto da: Brian Hartigan
- Diretto da: David Warry-Smith

### Trama
Denise canta a Carl una canzone scritta da lei. improvvisamente appare Lex, il fidanzato della ragazza prima della trasformazione. Lex così inganna Carl, fingendosi suo amico e poi facendolo vedere a Denise mentre abbraccia Jane. I due entrano così in conflitto; Porter riesce a scoprire che Lex è capace di arrivare anche a trasformarsi in angeli completi come la sig.ra Stern e, comunicata la notizia alla coppia, i due angeli e Carl attuano il loro piano. Purtroppo, lo attuano sulla vera sig.ra Stern ricevendo una punizione: se Carl e Denise proveranno sentimenti l'uno per l'altro, diventaranno blu e lei sarà trasferita. Per i due è molto difficile, anche perché Lex usa la magia. Porter riesce ad incastrare Lex, ma comunque Denise e Carl sono costretti a lasciarsi. Intanto, Serge e Jane si alleano contro Brittany, che non mantiene le promesse.

## Il doppio Carl
- Titolo originale: Malone's Your Uncle
- Diretto da: Steve Wright
- Scritto da: Chloe Van Keeken

### Trama
Alla Bennett High arriva Tinsley, la nipote del preside Malone, la quale chiede a Carl di uscire con lei. Ma quando chiede al preside Malone di uscire con la nipote, lui dice di voler diventare il vice preside jr. Così Carl è costretto a essere uno studente modello quando è presente il preside Malone, ma Tinsley vuole uscire solo con i cattivi ragazzi. Nel frattempo, Brittany e Jane creano una nuova impresa di vendita per gli studenti, ma scoprono che il loro prodotto fanno fa male al collo.

## Il club delle detenzioni
- Titolo originale: We'll Always Have Detention
- Scritto da: Paul Fox
- Diretto da: Brian Hartigan

### Trama
Carl è entusiasta di incontrare una ragazza conosciata su internet. Ma durante un compito in classe, Carl e Brittany finiscono in detenzione; poi Carl scopre che la ragazza misteriosa non è altro che Brittany. Denise suppone che Porter sia innamorato di Brittany, ma Denise si propone di trovare un fidanzato per Brittany. Nel frattempo, Jane si rende conto che non è mai stata in detenzione e fa di tutto per farlo.

## Grandecoman
- Titolo originale: Greener-Man vs Polluter
- Scritto da: Ramona Barckert
- Diretto da: Steve Wright

### Trama
Porter, Carl e Serge vengono scoperti da Malone a non riciclare e così lui li costringe a vestirsi da supereroi e ad andare di classe in classe a diffondere il rispetto per l'ambiente. Purtroppo il progetto non va in porto, ed allora i ragazzi lo vivacizzano, aggiungendo effetti speciali e inscenando battaglie. Purtroppo un effetto speciale è di Porter che colpisce Serge, non solo scenicamente: Serge crede di essere veramente Plurinquinatore e inizia a inquinare la scuola. Anche Porter e Carl dovranno quindi vestire realmente i panni dei loro personaggi, poiché la magia non ha effetto sul malvagio. Per fortuna, tutti credono la vicenda uno show molto realistico. Intanto, Brittany è innamorata di un ragazzo, che però non vuole essere messo al secondo posto dopo la vita sociale nella Rete della ragazza; sarà Jane ad aiutarla ad "disintossicarla", aiutando anche l'ambiente.

## Il segreto
- Titolo originale: By Myself...with Carl and TV
- Scritto da: Paul Fox
- Diretto da: Frank Van Keeken

### Trama
Carl e Serge competono per una gara per vedere chi è il più forte. Carl vince alla gara grazie alla magia di Porter, purtroppo Carl si rompe una gamba. Con la gamba ingessata e bloccato in casa, Carl chiede a Porter di vedere con lui, tramite un monitor magico, cosa succede a scuola. Carl però rimane scioccato dal fatto che Jane ha visto Porter fare magie. Tocca a Carl e Porter a far mantenere il segreto. Nel frattempo, Denise e Brittany fanno un'intervista agli studenti e gli insegnanti della scuola per un annuario video e sono scioccati dal fatto che Serge abbia rinunciato allo sport dopo essere stato sconfitto da Carl.